# Isoetes drummondii
Isoetes drummondii är en kärlväxtart. Isoetes drummondii ingår i släktet braxengräs, och familjen Isoetaceae.

## Underarter
Arten delas in i följande underarter:
- I. d. anomala
- I. d. drummondii